# 1689년 보스턴 반란
1689년 보스턴 반란은 1689년 4월 18일 뉴잉글랜드 총독 에드먼드 안드로스 경의 통치에 반대하는 민중 봉기이다. 지방의 수도 보스턴에서는 잘 조직된 지역 민병대와 시민들의 군중이 조직되어 지역 관리들을 체포했다. 잉글랜드 국교회의 구성원들도 지역 행정에 동조적이라고 여겨질 경우 체포되었다. 반란 기간 동안 어느 파벌도 피해를 입지 않았다. 그러자 매사추세츠만 식민지의 지도자들은 다시 정부를 장악했다. 다른 식민지에서는 지방에서 추방된 정부 구성원들이 다시 권력을 잡았다.
안드로스는 1686년에 뉴잉글랜드의 총독으로 임명되었다. 안드로스는 제한적인 항해법을 시행하고, 기존의 토지 소유권의 유효성을 부인하며, 마을 회의를 제한하고, 식민지 민병대를 이끌 인기 없는 정규 장교를 임명함으로써 대중의 반감을 샀다. 게다가 안드로스는 잉글랜드 국교회를 홍보함으로써 보스턴의 청교도들을 격분시켰는데, 비국교회 뉴잉글랜드 식민지 개척자들은 거절했다.

## 배경
1680년대 초, 영국의 찰스 2세는 아메리카 식민지의 행정을 간소화하고 이를 더욱 긴밀하게 왕실의 통제하에 두려고 노력했다. 찰스 2세는 매사추세츠만 식민지의 지도자들이 식민지 개혁 요구에 따라 행동하기를 거부하자 1684년에 헌장을 취소했다. 찰스는 1685년에 사망하였지만, 로마 카톨릭교인 제임스 2세는 계속 노력했고, 마침내 뉴잉글랜드 자치령이 만들어졌다. 제임스 2세는 1686년 전 뉴욕 총독 에드먼드 안드로스 경을 자치령 총독으로 임명했다. 영토는 매사추세츠만 식민지, 플리머스 식민지, 코네티컷 식민지, 뉴햄프셔 식민지, 로드아일랜드 및 프로비던스 플랜테이션스 식민지의 영토로 구성되었다. 1688년에는 관할권이 뉴욕, 이스트저지, 웨스트저지를 포함하도록 확장되었다.
안드로스의 통치는 뉴잉글랜드에서 극도로 인기가 없었다. 안드로스는 지역의 대표성을 무시했고, (구 헌장에 의존해왔던)매사추세츠의 기존 토지 소유권의 유효성을 부인했으며, 마을 회의를 제한했으며, 잉글랜드 교회를 대부분 청교도 지역으로 강제했다. 또한 뉴잉글랜드의 특정 무역 관행의 존재를 위협하는 항해법을 시행했다. 보스턴에 주둔한 왕실 부대는 총독의 지지자이자 성공회나 로마 가톨릭 신자인 장교들에 의해 학대를 받는 경우가 많았다.

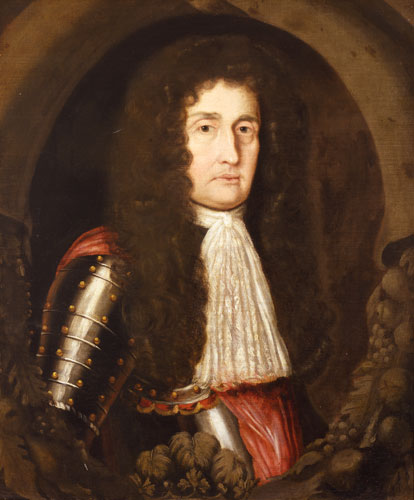
메리 비일이 그린 에드먼드 안드로스 총독의 초상화

한편, 제임스 왕은 영국에서 점점 인기가 없어졌다. 먼저 형법을 완화하려는 시도로 다른 지지자들을 지지했던 토리당을 소외시켰고, 1687년에 신교 자유령을 확립한 면죄부 선언을 발표했는데, 이는 성공회 교회 계층에 반대되는 움직임이었다. 제임스 왕은 많은 의회 의원들이 이들의 권위에 대한 위협으로 여기는 행동인 정규군의 힘을 증가시켰고, 가톨릭 신자들을 중요한 군사적 위치에 배치했다. 또한 제임스는 많은 공무원들에게 엄격한 성공회 종교 시험을 요구하는 심사율을 폐지하기를 바라는 동정자들을 의회에 배치하려고 시도했다. 일부 휘그당과 보수당은 1688년 6월 그의 아들이자 후계자가 될 제임스가 태어났을 때 정치적 차이를 무시하고 제임스를 개신교인 사위 윌리엄 3세로 대체하기로 공모했다. 네덜란드 왕자는 제임스가 자신의 정책을 재고하도록 노력했지만 실패했다. 그는 침공에 동의했고, 1688년 11월과 12월에 이어진 명예 혁명으로 윌리엄과 그의 아내 메리가 공동 통치자로 자리 잡았다.
매사추세츠의 종교 지도자들은 코튼 매더와 인크리스 매더가 이끌었다. 이들은 안드로스의 통치에 반대했고, 런던의 궁정에 영향을 미치기 위한 목적으로 반대 의견을 조직했다. 인크리스 매더는 면죄부 선언과 관련해 국왕에게 감사 편지를 보냈고, 다른 매사추세츠 목사들에게도 호감과 영향력을 얻기 위한 수단으로 감사의 뜻을 표하자고 제안했다. 10명의 목사들이 그렇게 하기로 동의했고, 이들은 인크리스 매더를 영국으로 보내 안드로스를 상대로 소송을 제기했다. 자치령 장관 에드워드 랜돌프는 형사 고발을 포함해 매더를 계속해서 막으려 했으나, 결국 1688년 4월 비밀리에 영국행 배에 승선하였다. 1688년 10월 제임스 왕은 자신과 매사추세츠의 다른 요원들을 불러들여 식민지의 문제를 해결하겠다고 약속했다. 그러나 이를 해결하려는 시도는 여러 혁명들이 터지면서 중단되었다.

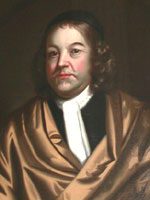
사이먼 브래드스트리트 전 매사추세츠만 식민지 총독

매사추세츠 대리인들은 새 군주와 무역 영주(식민지 문제를 감독했던 무역위원회의 전임자)에게 매사추세츠 헌장을 복원해 달라고 청원했다. 또한 매더는 무역 영주들이 안드로스에게 혁명을 알리는 일을 미루라고 설득했다. 매더는 이미 매사추세츠 헌장의 무효화가 불법이라는 보고서(혁명 이전에 준비된)를 담은 편지를 사이먼 브래드스트리트 전 식민지 총독에게 보냈으며, 치안판사들에게 "변화를 위해 사람들의 마음을 준비하라"고 촉구했다. 혁명에 대한 소문은 공식적인 소식이 전해지기도 전에 보스턴의 일부 사람들에게 전해진 것으로 추정된다. 보스턴의 상인 존 넬슨은 3월 말자 편지에서 이 사건들에 대해 썼고, 이 편지는 매사추세츠의 반 안드로스 정치 및 종교 지도자들의 모임을 촉발시켰다.
안드로스는 프랑스와 인디언의 공격으로부터 그 지역을 보호할 의도로 페마퀴드(메인주 브리스톨)를 요새화하기 위한 원정대를 이끌던 중 처음으로 자신의 통제에 대한 반란이 임박했다는 경고를 받았다. 1688/9년 1월 초, 안드로스는 제임스 왕으로부터 네덜란드의 군사력 증강에 대해 설명하는 편지를 받았다. 1월 10일에는 개신교의 선동에 대해 경고하고 지배권에 반하는 봉기를 금지하는 포고문을 발표했다. 안드로스가 지휘한 군대는 영국 정규군과 매사추세츠주와 메인주 출신의 민병대로 구성됐다. 정규군들은 민병대원들을 장교들에게서 멀어지게 하는 가혹한 규율을 부과했다. 안드로스는 보스턴에서 열린 회의를 보고받고 혁명에 대한 비공식 보고도 받았으며, 3월 중순에 보스턴으로 돌아왔다. 안드로스가 소위 "구교도 음모 사건"의 일환으로 민병대를 메인주로 데려 갔다는 소문이 돌았다. 메인주 민병대가 반란을 일으켰고 매사추세츠 출신의 민병대가 집으로 돌아가기 시작했다. 4월 초 보스턴에 혁명을 알리는 선언서가 도착하였고, 이에 안드로스는 곧장 주동자를 체포했지만, 오히려 이 소식이 전해지면서 사람들은 대담해졌다. 안드로스는 4월 16일 페마퀴드의 사령관에게 편지를 보내, 귀환하는 탈영병들을 체포하여 메인주로 돌려보낼 준비를 하면서도 "그들의 옛 헌장에 대한 기대로 사람들 사이에 웅성거리는 장군이 있다"고 말했다. 식민지 민병대의 체포 위협은 보스턴 주민들과 자치령 정부 사이의 긴장을 고조시켰다.

## 같이 보기
- 레이슬러의 반란은 1689년에 반란이 일어난 뒤 영국 성공회를 지지하는 뉴욕 식민지의 총독에 맞서 일어난 비슷한 반란이다.

## 주해
1. ↑  당시 영국과 영국의 식민지에서 사용되는 율리우스력에서는 새해가 3월 25일에 시작되었다. 다른 곳에서 사용되는 그레고리력과의 날짜 혼동을 피하기 위해 1월 1일과 3월 25일 사이의 날짜를 두 해로 표기하는 경우도 있었다.

## 참고 문헌
- Barnes, Viola Florence (1960) [1923]. 《The Dominion of New England: A Study in British Colonial Policy》. New York: Frederick Ungar. ISBN 978-0-8044-1065-6. OCLC 395292.
- Chisholm, Hugh, 편집. (1911). 〈Leisler, Jacob〉. 《브리태니커 백과사전》 11판. 케임브리지 대학교 출판부.
- Evans, James Truslow (1922). 《The Founding of New England》. Boston: The Atlantic Monthly Press. OCLC 1068441.
- Fiske, John (1889). 《The Beginnings of New England》. Cambridge, MA: The Riverside Press. OCLC 24406793.
- Hall, Michael Garibaldi (1988). 《The Last American Puritan: The Life of Increase Mather, 1639–1723》. Middletown, CT: Wesleyan University Press. ISBN 978-0-8195-5128-3. OCLC 16578800.
- Kimball, Everett (1911). 《The Public Life of Joseph Dudley》. New York: Longmans, Green. OCLC 1876620.
- Lovejoy, David (1987). 《The Glorious Revolution in America》. Middletown, CT: Wesleyan University Press. ISBN 978-0-8195-6177-0. OCLC 14212813.
- Lustig, Mary Lou (2002). 《The Imperial Executive in America: Sir Edmund Andros, 1637–1714》. Madison, WI: Fairleigh Dickinson University Press. ISBN 978-0-8386-3936-8. OCLC 470360764.
- Miller, John (2000). 《James II》. New Haven, CT: Yale University Press. ISBN 978-0-300-08728-4. OCLC 44694564.
- Palfrey, John (1864). 《History of New England: History of New England During the Stuart Dynasty》. Boston: Little, Brown. OCLC 1658888.
- Steele, Ian K (March 1989). “Origins of Boston's Revolutionary Declaration of 18 April 1689”. 《New England Quarterly》 62 (1): 75–81. doi:10.2307/366211. JSTOR 366211.
- Tuttle, Charles Wesley (1880). 《New Hampshire Without Provincial Government, 1689–1690: an Historical Sketch》. Cambridge, MA: J. Wilson and Son. OCLC 12783351.
- Webb, Stephen Saunders (1998). 《Lord Churchill's Coup: The Anglo-American Empire and the Glorious Revolution Reconsidered》. Syracuse, NY: Syracuse University Press. ISBN 978-0-8156-0558-4. OCLC 39756272.